# Dusičnan platičitý
Dusičnan platičitý je anorganická sloučenina s chemickým vzorcem Pt(NO3)4. Při spalování dusičnanu platičitého vznikají oxidy dusíku a oxid platičitý. Za standardních podmínek je dusičnan platičitý stabilní. Dusičnan platičitý je ve vodě vysoce rozpustný. 